# Colonia Militar Marte
Militar Marte es una colonia de clase media-alta del sur de Ciudad de México y una de las 37 colonias que conforman Iztacalco. Sus límites territoriales son al norte con Playa Roqueta, al poniente con Eje 4 Sur Av. Plutarco Elías Calles, al sur con Playa Encantada y al oriente con Eje 2 Oriente Calzada de la Viga. Las colonias circundantes son al norte con Reforma Iztaccíhuatl Norte y Barrio Santiago Sur; al poniente con Villa de Cortés y Nativitas, pertenecientes a Benito Juárez; al sur con Reforma Iztaccíhuatl Sur y al oriente con Campamento 2 de octubre, Apatlaco y El Triunfo, estas dos últimas correspondientes a Iztapalapa.

## Origen e historia
Es una zona habitada a partir de mediados de la década de 1950 gracias a la planificación de un proyecto del Ejército Mexicano, impulsado por el gobierno de Adolfo Ruiz Cortines en 1955, presidente de México de 1952 a 1958 y llevado a cabo durante el mandato de Adolfo López Mateos. Su propósito era ofrecer viviendas de gran calidad a altos miembros del Ejército, con atractivos créditos al alcance de sus ingresos para que estos pudieran vivir con mayores comodidades. Tras el tiempo, la colonia se convirtió en una de las de mejor calidad de vida de la ciudad por estar situada en un punto estratégico.
Su nombre alude al dios romano de la guerra: Marte, quien se le atribuye como el dios de la victoria en las guerras y símbolo de inspiración para el Ejército Mexicano de ese entonces.

## Nomenclatura
Una característica notable de la colonia Militar Marte es que sus calles, andadores y avenidas llevan nombres de playas de Acapulco, Cancún, La Paz, Manzanillo, Mazatlán y Veracruz, puertos turísticos de gran importancia y ciudades portuarias de los estados mexicanos de Guerrero, Quintana Roo, Baja California Sur, Colima, Sinaloa y Veracruz respectivamente. Esta famosa denominación también la comparte con sus colonias vecinas Reforma Iztaccíhuatl Norte y Sur y en menor medida, Barrio Santiago Sur.

## Infraestructura vial y urbana
La colonia Militar Marte está atravesada por importantes vías primarias como el Eje 5 Sur Playa Villa del Mar. En esta avenida se encuentra el conocido Parque David Záizar, anteriormente llamado Parque de las Rosas, nombrado así en honor al cantante mexicano de música vernácula donde también se le conoció como El rey del falsete.
Al poniente está el Eje 4 Sur Av. Plutarco Elías Calles en los límites con Benito Juárez y al centro atraviesa el Eje 1 Oriente Av. Andrés Molina Enríquez, una importante vía primaria que sirve para comunicar varias zonas de la capital mexicana a través de transporte público, y finalmente en los límites con Iztapalapa se encuentra el Eje 2 Oriente Calzada de la Viga, arteria que sirve para comunicar el centro con el sur y oriente de la ciudad.
El estilo arquitectónico predominante es el funcionalista o internacional de los años 50, y moderno de la década de años 60. Perfiles horizontales en dos niveles, líneas reposadas, ventanas horizontales y amplios jardines dan a la zona una imagen urbana homogénea.

## Población
Se estima que en la colonia se encuentran más de 7 mil habitantes con una edad media de 37 años y escolaridad mínima de media superior, a comparación de otras colonias de la demarcación que el mínimo es secundaria. La población fija es de más de 7 mil y la flotante es más de 3 mil personas que diariamente visitan o laboran en la colonia, alcanzando un pico máximo de un poco más de 10 mil habitantes en hora punta.
Es considerada una de las zonas con mayor población de adultos mayores en la capital mexicana debido a sus antecedentes históricos, ya que aún permanecen las familias de los exmilitares desde su fundación. La alta calidad de los servicios de la zona y los lujosos acabados en muchas construcciones elevan el costo de las propiedades, haciéndolas poco accesibles para generaciones más jóvenes, puesto que los precios de vivienda para alquiler o venta son similares a los de la Colonia del Valle y la cercanía con Iztapalapa afectan en gran medida su popularidad.
Sus habitantes se caracterizan por ser de ingresos medios-altos y altos al promedio capitalino por consecuencia de la calidad de vida de la colonia, y asimismo influye en la cantidad de escuelas y negocios del sector privado que se encuentran en ella.. 
A diferencia de otras colonias de Iztacalco, Militar Marte no presenta índices de inseguridad debido a que sus fraccionamientos y calles suelen estar vigiladas de manera continua por seguridad privada solicitada por sus propios vecinos, autoridades de la misma alcaldía o en ocasiones de la Ciudad de México si se requiere. Los límites con Benito Juárez suelen ser los más importantes debido a que ahí emerge gran afluencia vehicular y peatonal, transporte público de otras zonas de la ciudad y plusvalía por algunas de sus colonias aledañas.

## Arquitectura
La colonia Militar Marte cuenta con trazo reticular, de calles largas y bocacalles pequeñas, es recorrida por dos andadores peatonales que van de oriente a poniente; ambos inician en Calzada de La Viga y terminan en Avenida Plutarco Elías Calles. Dentro de los andadores se ubican los servicios de jardín de niños, escuela primaria, escuela secundaria, casa de cultura y mercado público. Las calles han sido cerradas al tránsito por sus habitantes con acceso por uno sólo de sus extremos y con remate de cabeza de martillo en el opuesto.

## Sitios de interés
- Parque David Záizar, anteriormente conocido como Parque de las Rosas[30][31]
- Casa del Adulto Mayor[32]
- Parroquia Preciosa Sangre de Cristo[33]
- Nacimiento navideño ubicado en el cruce de Eje 5 Sur Playa Villa del Mar, entre Playa Caleta y Playa Copacabana, accesible únicamente durante diciembre y enero[34][35][36]

## Geografía física

### Límites
| Noroeste: Villa de Cortés Benito Juárez | Norte: Reforma Iztaccíhuatl Norte, Barrio Santiago Sur Iztacalco | Nordeste: Campamento 2 de octubre Iztacalco |
| Oeste: Nativitas Benito Juárez          |                                                                  | Este: Apatlaco Iztapalapa                   |
| Suroeste: Nativitas Benito Juárez       | Sur: Reforma Iztaccíhuatl Sur Iztacalco                          | Sureste: El Triunfo Iztapalapa              |